# Akcent
Gli Akcent sono stati un gruppo musicale dance pop rumeno.

## Storia del gruppo
Sotto la stessa denominazione, già nel 1999 Adrian Sînă aveva fondato un gruppo musicale, a cui partecipavano lui e la sua, ormai ex, ragazza, Ramona Barta. Il gruppo era in origine composto da quattro elementi: Marius Nedelcu, Adrian Sînă, Mihai Gruia, Sorin Brotnei, successivamente nella metà dell'aprile 2008 da tre: Adrian Sînă, Mihai Gruia, Sorin Brotnei. Dal 4 settembre 2013 il solo Adrian Sînă ha deciso di continuare la sua carriera solista usando anche questo pseudonimo.
Nonostante i vari addii, nel 2009 la band pubblicò l'album intitolato Fara Lacrimi. Le due canzoni migliori di questo album, Stay With Me e That's My Name, sono trasmesse in molte stazioni radio in Romania e anche in altri stati tra cui Russia, Bielorussia, Polonia, Ucraina, Turchia, Macedonia, Croazia, Grecia, India, Lituania, Libano, Bulgaria, Slovenia, Ungheria, Serbia, Tunisia, Azerbaijan, Gorgia, Egitto e Albania.
Tempo fa è anche uscita la versione Love's Cry mixata con la canzone Hot di Inna. Il singolo Love Stoned è uscito ad inizio aprile 2010 sotto etichetta Roton. Nello stesso anno il gruppo collabora con il cantante caraibico Dollarman per l'uscita del singolo Spanish Lover. L'anno seguente ottengono un grande successo col singolo My passion a cui fa seguito un'altra canzone, Feelings on fire che vede la collaborazione con la cantante nonché loro connazionale Ruxandra Bar.
Nel 2012 sono state pubblicate altre due canzoni sempre sotto etichetta Roton, rispettivamente I'm sorry e Chimie intre noi.
Insieme a Giusy Ferreri sono stati ospiti degli Onirama al "Mad Secret Concert" che si è svolto il 7 dicembre 2009.
La loro canzone That's my name è stata prodotta dal dj rumeno Edward Maya. Il fondatore del gruppo Adrian Sînă ha intrapreso anche l'attività di solista, parallelamente a quella col gruppo. Marius Nedelcu dopo aver lasciato il gruppo, ha intrapreso una carriera solista.

## Discografia

### Album
- 2002 - In culori (A colori)
- 2003 - 100bpm
- 2004 - Poveste de viata (Racconto di vita)
- 2005 - SOS, French Kiss with Kylie (Bacio alla francese con Kylie)
- 2006 - Primul capitol (Primo capitolo)
- 2007 - King of disco (Re della discoteca).
- 2009 - Fara Lacrimi (Senza lacrime).
- 2016 - Love the Show

### Singoli
- 2002 - Ti-am promis (Ti ho promesso)
- 2002 - Prima iubire (Primo amore)
- 2002 - In culori (A colori)
- 2003 - Buchet de trandafiri (Mazzo di rose)
- 2004 - Suflet pereche (Anima gemella)
- 2004 - Poveste de viata (Racconto di vita)
- 2005 - Dragoste de inchiriat - Kylie (Amore in affitto - Kylie)
- 2005 - Jokero (Jolly)
- 2005 - Last summer (La scorsa estate)
- 2006 - French Kiss (Bacio alla francese)
- 2007 - Phonesex (Sesso al telefono)
- 2007 - King of Disco (Re della discoteca)
- 2007 - Let's just talk about it (Parliamone un attimo)
- 2008 - Umbrela Ta (Il tuo ombrello)
- 2009 - I turn around the world (Giro intorno al mondo)
- 2009 - Happy People, Happy Faces (Gente felice, facce felici)
- 2009 - Delight (Delizia)
- 2009 - Runaway (Fuggire)
- 2009 - That's My Name (Quello è il mio nome)
- 2009 - Stay with me (Stai con me)
- 2010 - Love Stoned (Drogato d'amore)
- 2010 - Spanish lover (feat. Dollarman) (Amante spagnolo)
- 2011 - My passion (La mia passione)
- 2011 - Feelings on fire (Sentimenti su fuoco)
- 2012 - I'm Sorry (Mi dispiace)
- 2012 - Chimie intre noi (Chimica tra di noi)[1]
- 2015 - Te quiero (feat. Galena)

Alcuni singoli sono stati poi inseriti in album successivi, come In culori o Poveste de viata. Due canzoni, sulla base della stessa musica, hanno due testi differenti, non una semplice traduzione, in rumeno e in inglese. Queste sono 9 mai (9 maggio) (in inglese French Kiss), Dragoste de inchiriat (in inglese Kylie).